# آي إيه آر-823
آي إيه آر-823 (بالإنجليزية: IAR 823)‏ هي طائرة تدريب، أحادية السطح، وذات مقصورة بمقعدين. أنتجت في رومانيا. من صناعة الصناع ايرونوتيكا رومانا. كان أول طيران لها في 1973. دخلت الخدمة في 1974، صنع منها 80 طائرة.